# رايلي غرانت
رايلي غرانت (بالإنجليزية: Riley Grant)‏ (مواليد 27 يناير 1995) هو لاعب كرة قدم أمريكي، يلعب في مركز الدفاع.

## وصلات خارجية
- رايلي غرانت على موقع قاعدة بيانات كرة القدم.إي يو (الإنجليزية)
- رايلي غرانت على موقع Soccerway.com (الإنجليزية)